# Lepidochrysops methymna
Lepidochrysops methymna är en fjärilsart som beskrevs av Henry Trimen 1862. Lepidochrysops methymna ingår i släktet Lepidochrysops och familjen juvelvingar. Inga underarter finns listade i Catalogue of Life.